# Brexiella ilicifolia
Brexiella ilicifolia är en benvedsväxtart som beskrevs av Henri Perrier de la Bâthie. Brexiella ilicifolia ingår i släktet Brexiella och familjen Celastraceae. Inga underarter finns listade.